# Сиво-жълта манатарка
Сиво-жълтата манатарка (Boletus impolitus, Hemileccinum impolitum) е вид гъба от семейство Манатаркови (Boletaceae).

## Наименование
Този вид манатарка е известна като:
- „Сиво-жълта манатарка“ (български) – заради специфичната си окраска
- Iodine bolete (английски)
- Bolet dépoli (френски)
- Fahler Röhrling (немски)
- Полубелый гриб, Боровик светлый (руски)

## Описание

### Шапка
Първоначално полукълбовидна, по-късно изпъкнала до плоско-изпъкнала. Сивкава, сивкаво-охрена или бледокафява, не променя цвета си при одраскване. Повърхността е суха, обикновено гладка или фино напрашена. До 15 cm в диаметър.

### Тръбички
Бледожълти до жълти с маслиненозеленикав тон, не променят цвета си. Порите са с цвета на тръбичките и не променят цвета си при одраскване.

### Пънче
Цилиндрично, бухалковидно или издуто. Кремаво или бледожълто до жълто, под тръбичките често с червеникава или ръждива ивица, понякога жълто-оранжево до червено в основата. Покрито с разпръснати гранулки (зрънца) с цвета на пънчето или по-тъмни. Не променя цвета си при одраскване.

### Месо
При млади плодни тела бледолимоненожълто, по-късно белезникаво, но бледожълто под кожицата на пънчето. Не променя цвета си при излагане на въздух. Миризмата при младите плодни тела е по-скоро неопределена, по-късно е на йод. Няма особен вкус.

### Спори
Спорите са с размери 10 – 16 × 4 – 6 μm.

## Разпространение и местообитание
Среща се в широколистните гори. Образува микориза с дъбове (Quercus) и други широколистни дървета. Видът е широко разпространен в Европа, по-често на юг, като отсъства в крайния север.

## Двойници
Сходен вид е габъровата манатарка (Hemileccinum depilatum). Този вид се разпознава по набръчканата повърхност на шапката и микоризата с габър (Carpinus) или воден габър (Ostrya).